# Blood on the Dance Floor (cântec)
Blood on the Dance Floor (cântec) a fost primul single al lui Michael Jackson din albumul Blood on the Dance Floor: HIStory in the Mix. Michael Jackson și Teddy Riley au creat piesa la timp pentru a fi inclusă în albumul Dangerous din 1991.
Compoziția explorează o varietate de genuri variind de la rock la funk.

## Clasamente
| Clasament (1997)         | Poziție de vârf |
| ------------------------ | --------------- |
| Australia                | 5               |
| Austria                  | 9               |
| Belgia (Vl)              | 11              |
| Belgia (Wa)              | 11              |
| Finlanda                 | 2               |
| Franța                   | 10              |
| Germania                 | 5               |
| Italia                   | 10              |
| Olanda                   | 7               |
| New Zealand              | 1               |
| Norvegia                 | 2               |
| Romania                  | 4               |
| Spania                   | 1               |
| Suedia                   | 2               |
| Elveția                  | 5               |
| UK                       | 1               |
| U.S.A. Billboard Hot 100 | 42              |